# Comuna Hnîlîțea, Ohtîrka
Hnîlîțea (în ucraineană Гнилиця) este o comună în raionul Ohtîrka, regiunea Sumî, Ucraina, formată din satele Hnîlîțea (reședința) și Molodețke.

## Demografie
Componența lingvistică a comunei Hnîlîțea
     Ucraineană (97,58%)
     Rusă (2,15%)
Conform recensământului din 2001, majoritatea populației comunei Hnîlîțea era vorbitoare de ucraineană (97,58%), existând în minoritate și vorbitori de rusă (2,15%).